# Lumberton, North Carolina
Lumberton är administrativ huvudort i Robeson County i North Carolina. Enligt 2010 års folkräkning hade Lumberton 21 542 invånare.